# Peter de Vries
Peter de Vries (14. listopadu 1956, Aalsmeer, Nizozemsko – 15. července 2021, Amsterdam, tamtéž) byl nizozemský investigativní novinář. Pracoval na reportážích o nizozemském kriminálním podsvětí, kvůli čemuž opakovaně čelil výhrůžkám. Zemřel devět dní poté, co byl v Amsterdamu 6. července 2021 postřelen.

## Život
V roce 1978 se de Vries stal novinářem deníku De Telegraaf v Haagu a později v Amsterdamu. Od obecné žurnalistiky se posunul ke kriminální problematice a věnoval se největším případům v Nizozemsku v této oblasti. V roce 1987 se stal šéfredaktorem týdeníku Aktueel, který transformoval na časopis se zaměřením na kriminální případy.
Peter de Vries se proslavil například vyšetřováním okolností únosu pivního magnáta Freddyho Heinekena (vnuka zakladatele značky Heineken) v roce 1983. Za práci na případu zmizení Američanky Natalee Hollowayové na ostrově Aruba de Vries v roce 2008 dostal mezinárodní cenu Emmy. V televizních pořadech pracoval s rodinami obětí a zabýval se nevyřešenými případy.
Dne 6. července 2021 byl de Vries v centru Amsterodamu postřelen, jedna z kulek ho zasáhla do hlavy. Po devíti dnech v nemocnici zemřel.
Policie vzala do vazby dva podezřelé. Jakou souvislost má dvojice s případy, kterým se de Vries věnoval, nebylo dosud objasněno. Některá média naznačují, že za vraždou může být drogový dealer Ridouan Taghi, který je ve vazbě kvůli obvinění z obchodu s drogami a několika vražd.